# Lady Margaret Sackville
Lady Margaret Sackville (Sussex, 24 de diciembre de 1881 – 18 de abril de 1963) fue una poeta británica, autora de libros para niños. 

## Trayectoria
Fue la menor de los hijos de Reginald Windsor Sackville, 7.º Conde de La Warr. Era prima segunda de la poetisa Vita Sackville-West. A los 15 años tuvo un apasionado romance con Ramsay MacDonald, del que ha quedado testimonio en las cartas que se escribieron entre 1913 y 1929. MacDonald era viudo y repetidamente le propuso matrimonio, pero ella declinó estas proposiciones. Su biógrafo David Marquand especuló que, a pesar de que las consideraciones sociales fueron un factor para la negativa, la razón principal fue la diferencia de religiones. Sackville era católica, mientras MacDonald se había criado en la Iglesia presbiteriana, para unirse más tarde a la Iglesia Libre de Escocia. Sackville nunca se casó.
Comenzó a escribir poesía a edad temprana y, cuando tenía 16 años, el escritor Wilfrid Scawen Blunt la acogió bajo su protección. Alentada por él, publicó sus primeros poemas en publicaciones periódicas tales como The English Review, la Englishwoman's Review, Country Life, The Nation, The Spectator y la Pall Mall Gazette. Publicó su primer libro de poemas, Floral Symphony (Sinfonía Floral) en 1900. En 1910 editó A Book of Verse by Living Women. En su introducción dejó anotado que la poesía era una de las pocas artes en las que se permitía a las mujeres comprometerse sin oposición, e hizo una conexión directa entre la libertad social de las mujeres y la libertad de la imaginación.
Cuando se formó la Poetry Society en 1912, Sackville fue la primera en presidir dicha sociedad. También había sido la primera en presidir su predecesora, la Poetry Recital Society, formada en 1909. Joy Grant, en su biografía de Harold Monro, escribió que Sackville "habló bien y oportunamente en la inauguración, esperando que la Sociedad  'nunca deviniera simple y "popular", para girar hacia una mera reunión de personas amigablemente interesadas en la misma idea'. Sus miedos, medianamente expresados, se cumplieron desafortunadamente: la dirección a la que la Sociedad se encaminaba pronto se hizo obvia —la poesía se volvió una excusa para intercambios sociales agradables, para el esnobismo irrelevante, por las desagradables consecuencias de la asociación organizada."

## Movimiento en pro de la paz
Con el estallido de la Primera Guerra Mundial, se unió a la antibelicista Union of Democratic Control. En 1916, publicó una colección de poemas llamados The Pageant of War. Incluyó el poema "Nostra Culpa", denunciando a las mujeres que traicionaban a sus hijos por no hablarles en contra de la guerra. Su cuñada, Muriel De La Warr, y su sobrino, Herbrand Sackville, 9.º Conde De La Warr, se involucraron también en el movimiento en pro de la paz. Su hermano, Gilbert Sackville, 8.º Conde De La Warr, murió durante el conflicto en 1915. La fuerza enojada y sobrada de los  poemas de guerra de Sackville ha atraído recientemente la atención de la crítica. Brian Murdoch señala la ausencia de elementos patrióticos abiertos en The Pageant of War y la memorialización de todos los muertos: soldados, no combatientes y refugiados.

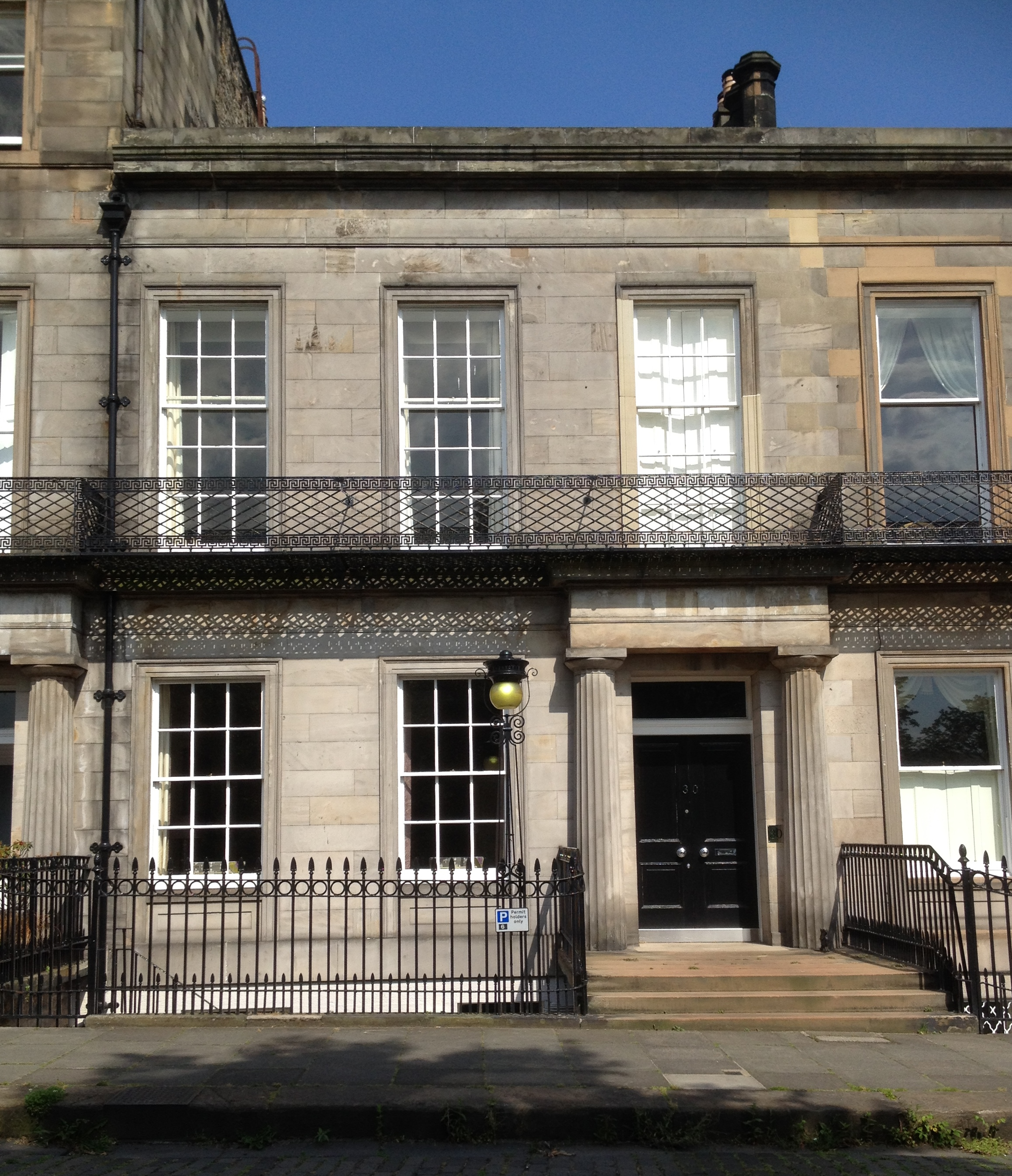
30 Regent Terrace, Edinburgoh

## Madurez y últimos años
Pasó la mayor parte de su vida adulta en Midlothian y Edimburgo, donde llegó a ser la primera presidenta de la escocesa PEN y fue elegida como fellow de la Royal Society of Literature. Fue miembro del salón Marc-André Raffalovich Whitehouse Terrace, donde conoció a Henry James, Compton Mackenzie y al artista Hubert Wellington. En 1922 publicó A Masque of Edimburgh, que fue representado en el Music Hall, George Street, Edimburgo. En él describió la historia de Edimburgo en once escenas desde los romanos a una reunión entre el poeta Robert Burns y el escritor Sir Walter Scott.  Vivió en el número 30 de Regent Terrace, Edimburgo, de 1930 a 1932.
En 1936 Sackville se mudó a Cheltenham, donde vivió el resto de su vida. Murió de un ataque al corazón en Rokeby Nursing House, Cheltenham, en 1963.

## Obra
- Floral Symphony (1900)

Poems (1901)
- A Hymn to Dionysus and Other Poems (1905)
- Hildris the Queen: A Play in Four Acts (1908)
- Fairy Tales for Old and Young (1909) with Ronald Campbell Macfie
- Bertrud and Other Dramatic Poems (1911)
- Jane Austen (1912)
- Lyrics (1912)
- More Fairy Tales for Old and Young (1912) with Ronald Campbell Macfie
- Short Poems (1913)
- Songs of Aphrodite (1913)
- The Career Briefly Set Forth of Mr. Percy Prendergast Who Told the Truth (1914)
- The Dream-Pedlar (1914)
- The Travelling Companions and Other Stories for Children (1915)
- The Pageant of War (1916)
- Three Plays for Pacifists (1919)
- Selected Poems (1919)
- Poems (1923)
- A Rhymed Sequence (1924)
- Three Fairy Plays (1925)
- Collected Dramas: Hidris, Bertrud (1926)
- Romantic Ballads (1927)
- Epitaphs (1926)
- Alicia and the Twilight: A Fantasy (1928)
- 100 Little Poems (1928)
- Twelve Little Poems (Red Lion Press 1931)
- Ariadne by the Sea (Red Lion Press, 1932)
- The Double House and Other Poems (1935)
- Mr. Horse's New Shoes (1936)
- Collected Poems of Lady Margaret Sackville (1939)
- A Poet Returns: Some Later Poems by Lady Margaret Sackville (1940) edited by Eva Dobell
- Tom Noodle's Kingdom (1941)
- Return to Song and Other Poems (1943)
- Paintings and Poems (1944)
- The Lyrical Woodland (1945)
- Country Scenes & Country Verse (1945)
- Miniatures (1947)
- Tree Music (1947)
- Quatrains and Other Poems (1960)